# Annick Billon
Pour les articles homonymes, voir Billon.
Annick Billon (née Lagadeux), née le 3 août 1967 à Antony, est une femme politique française membre de l’Union des démocrates et indépendants (UDI).

## Biographie
Elle est d'abord adjointe au maire du Château-d'Olonne, chargée de l'urbanisme, jusqu'en septembre 2017 et reste ensuite conseillère municipale, ainsi que vice-présidente de la communauté de communes des Olonnes. Elle est sénatrice de la Vendée depuis 2014.
Le 26 octobre 2017, elle succède à Chantal Jouanno à la présidence de la délégation aux droits des femmes.